# Rihard Jakopič

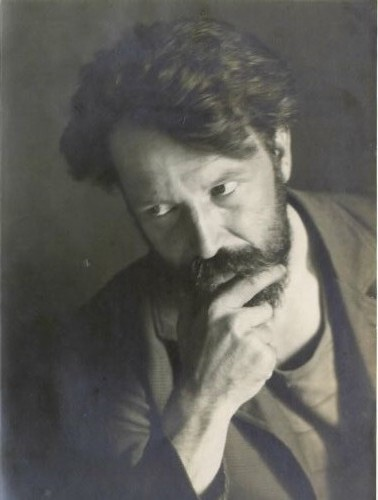
Portret van Rihard Jakopič, voor 1919

Rihard Jakopič (Ljubljana, 12 april 1869 – aldaar, 21 april 1943) was een Sloveens Impressionistisch en postimpressionistischkunstschilder. Samen met Ivan Grohar, Matej Sternen en Matija Jama wordt Jakopič beschouwd als centrale figuur in de Sloveense beeldende kunsten in de eerste helft van de twintigste eeuw. Hij schilderde vooral landschappen en portretten.

## Biografie
Rihard werd geboren in Ljubljana, dat toen nog deel uitmaakte van het Oostenrijks-Hongaarse Rijk, als de zoon van Franc Jakopič en Neža Dolžan. Rihard was de jongste van acht kinderen. Zijn vader was een welgestelde koopman die handelde in landbouwgoederen.
Na zijn middelbare school, tussen 1879 en 1887, nam hij deel aan het toelatingsexamen voor de Academie van beeldende kunsten in Wenen en begon er zijn studies bij Franz Rumpler. Hij keerde voor een korte periode terug naar huis wegens ziekte, maar hervatte zijn studies in 1888. In 1889 schreef hij zich in aan de Akademie der Bildenden Künste in München en in 1890 ging hij studeren aan de Ažbé school in dezelfde stad. Hij volgde lessen in de winter en ging ’s zomers naar huis om te schilderen. Vanaf 1900 keerde hij terug naar Ljubljana, waar hij meewerkte aan de oprichting van de Sloveense artistieke vereniging Slovensko umetniško društvo (afgekort SUD), waarvan hij enige tijd secretaris was.
In 1902 vestigde Jakopič zich in Škofja Loka. In de herfst van 1903 ging hij voor het wintersemester naar de Academie voor Schone Kunsten in Praag bij Vojtěch Hynais. In 1904 reisde hij naar Wenen om er met Hugo Miethke een expositie voor te bereiden die later dat jaar in de Miethke galerie in Wenen zou worden gehouden. De Sloveense impressionisten Matej Sternen, Matija Jama en Ivan Grohar leverden werk voor de tentoonstelling, evenals Jakopič zelf. Ze noemden zichzelf de Sava-club. Het werd een groot succes en ze verkochten een aantal schilderijen.
In 1904 huwde hij Ano Czerny. In de periode van 1904 tot 1907 werkte hij veel samen met Matej Sternen en Ivan Grohar.
Hij vestigde zich definitief in Ljubljana in 1907 en richtte er samen met Mate Stern de eerste schilderschool in Slovenië op, die hij leidde tot in 1914. Hij liet op eigen kosten een tentoonstellingsruimte bouwen, het Jakopič-paviljoen, in het Tivoli-park. Dit paviljoen werd in 1961 afgebroken ondanks hevig protest, bij de aanleg van de spoorlijn Ljubljana–Sežana.
Bij de oprichting van Joegoslavië na de Eerste Wereldoorlog was Jakopič sterk betrokken bij de debatten over hoe de nieuwe staat er moest uitzien en over de toekomst van Slovenië. Hij was een medestander van de schrijver Izidor Cankar die vond dat Slovenië zijn culturele onafhankelijkheid moest bewaren en de assimilatie in het nieuwe Joegoslavië moest bestrijden.
Rihard Jakopič was een van de eerste leden van de Sloveense Academie voor Wetenschappen en Kunst, die gesticht werd in 1938.
Na een slepende en pijnlijke ziekte overleed Jakopič in Ljubljana op 21 april 1943.

## Stijl
De vroege werken van Rihard Jakopič zijn geschilderd in een intimistische stijl die ontstond uit de contacten in München met de werken van realistische en symbolistische kunstenaars. Hij maakte daarbij gebruik van een impressionistische techniek om licht en atmosfeer weer te geven. Het gebruik van tegenlicht is een van de kenmerkende elementen van zijn stijl. Hij zal in de periode tot 1906 vooral impressionistische landschappen schilderen in de vrije natuur in de omgeving van Škofja Loka. Daarnaast gaat hij na 1907 grote monumentale composities ontwerpen met de nadruk op de verhalende, sensuele of conceptuele inhoud, maar hij blijft trouw aan de impressionistische stijl in die zin dat hij de echte of virtuele waarneming schildert zoals ze in de werkelijkheid te zien zou zijn. Na de Eerste Wereldoorlog evolueerde zijn werk naar een meer expressionistische stijl waar hij afwijkt van de weergave van wat men ziet om meer de gevoelens en de interpretatie van de kunstenaar zelf te tonen door het gebruik van onnatuurlijke kleuren die het spirituele karakter van het geschilderde moeten tot uiting brengen.

## Galerij (werken in de collectie van het National Gallery, Ljubljana)

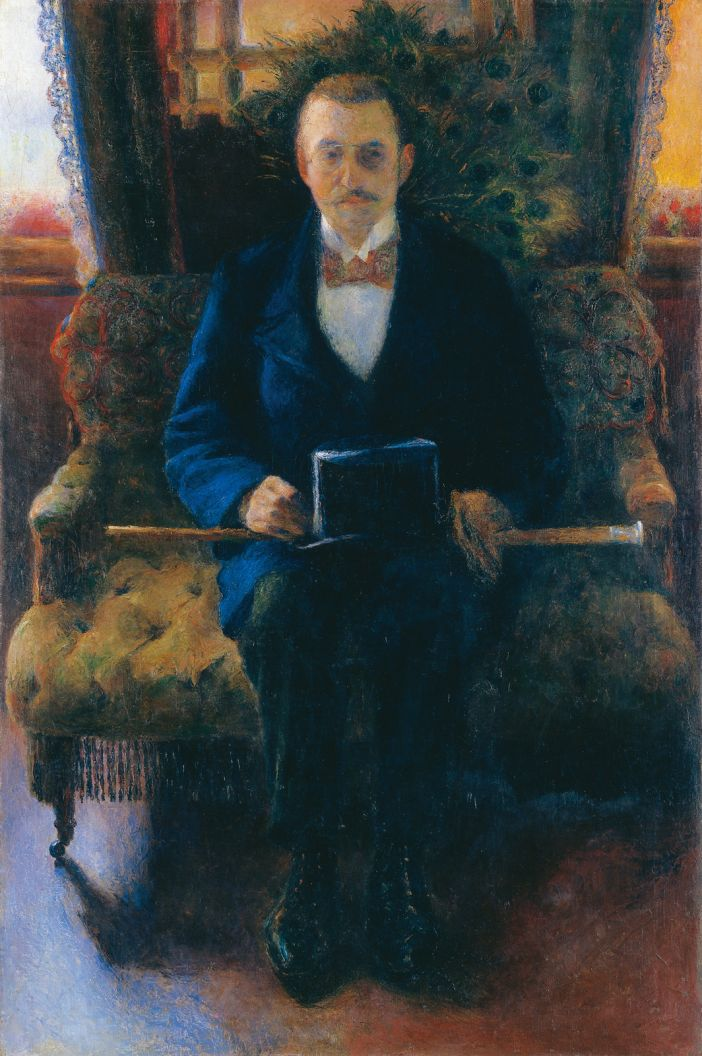
Henrik Czerny, 1889
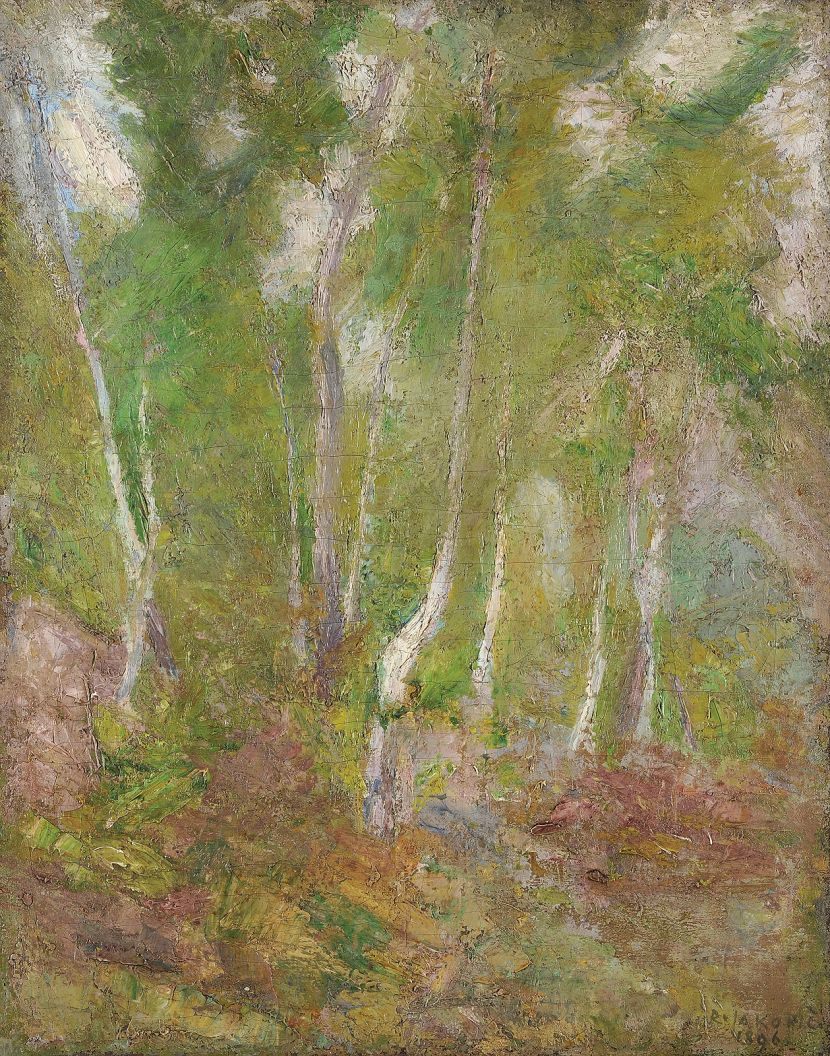
Breze (Berken), 1896
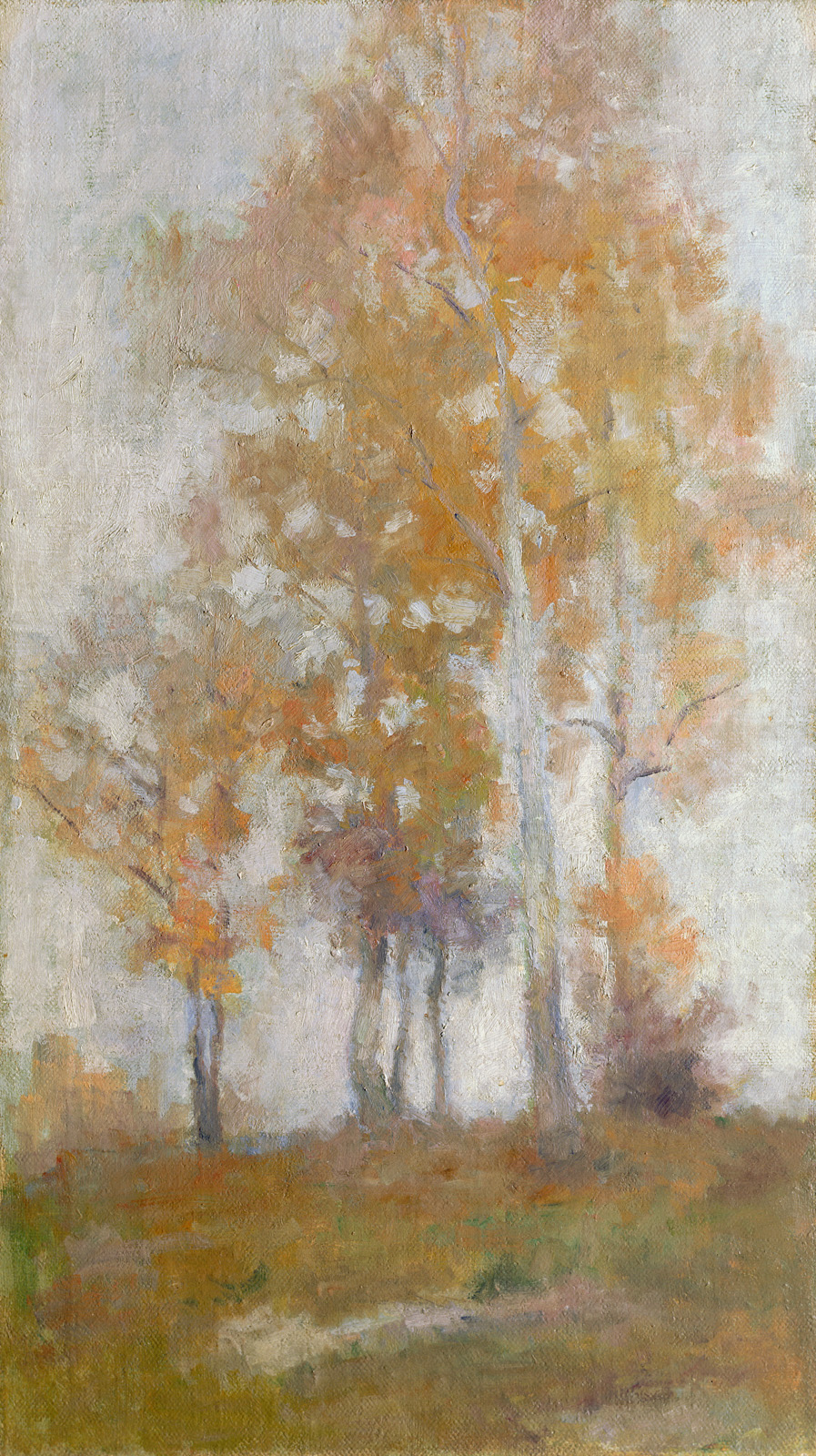
Breze v jeseni (Berken in de herfst), 1903
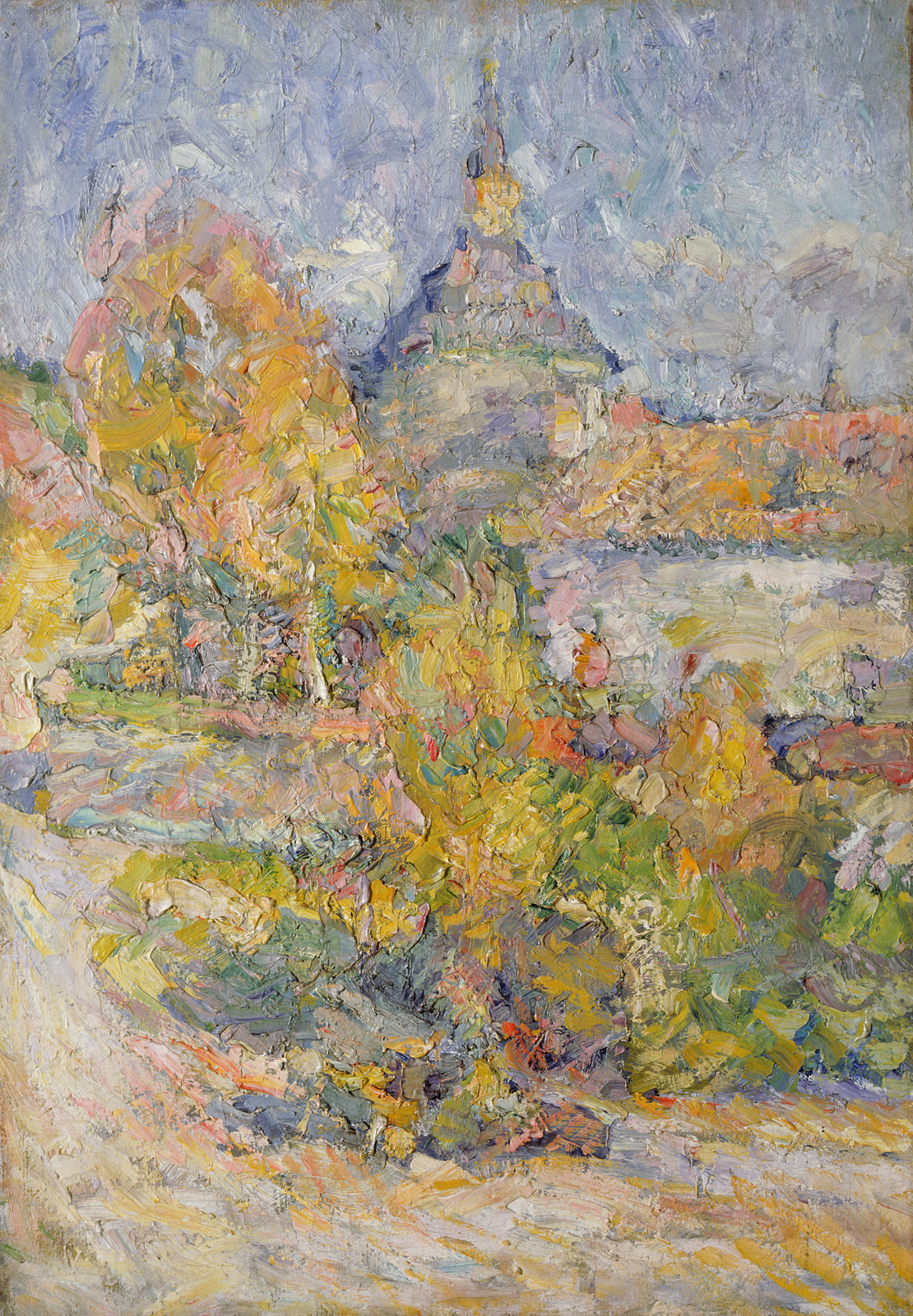
Križanke v jeseni (Križanke klooster in de herfst), 1909
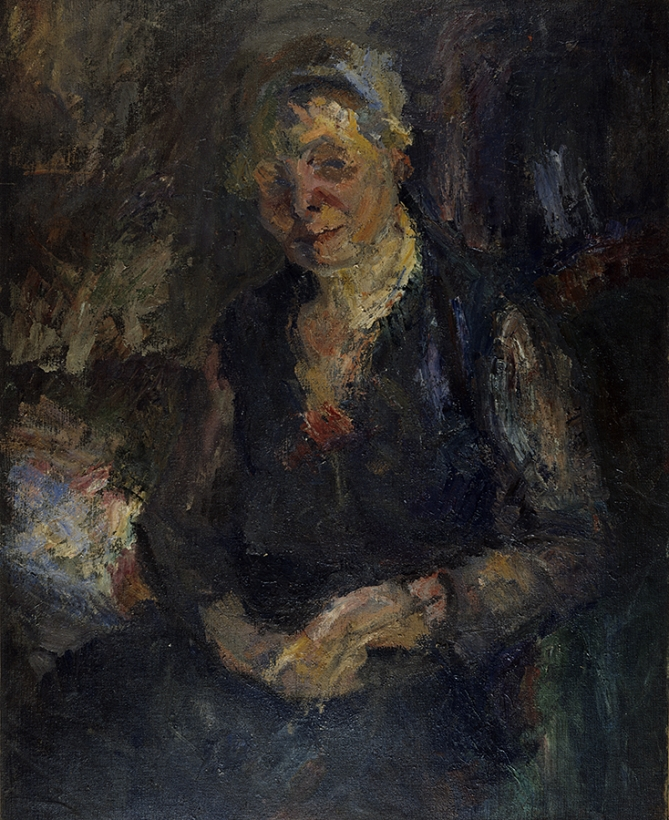
Judite Medvedove, 1919
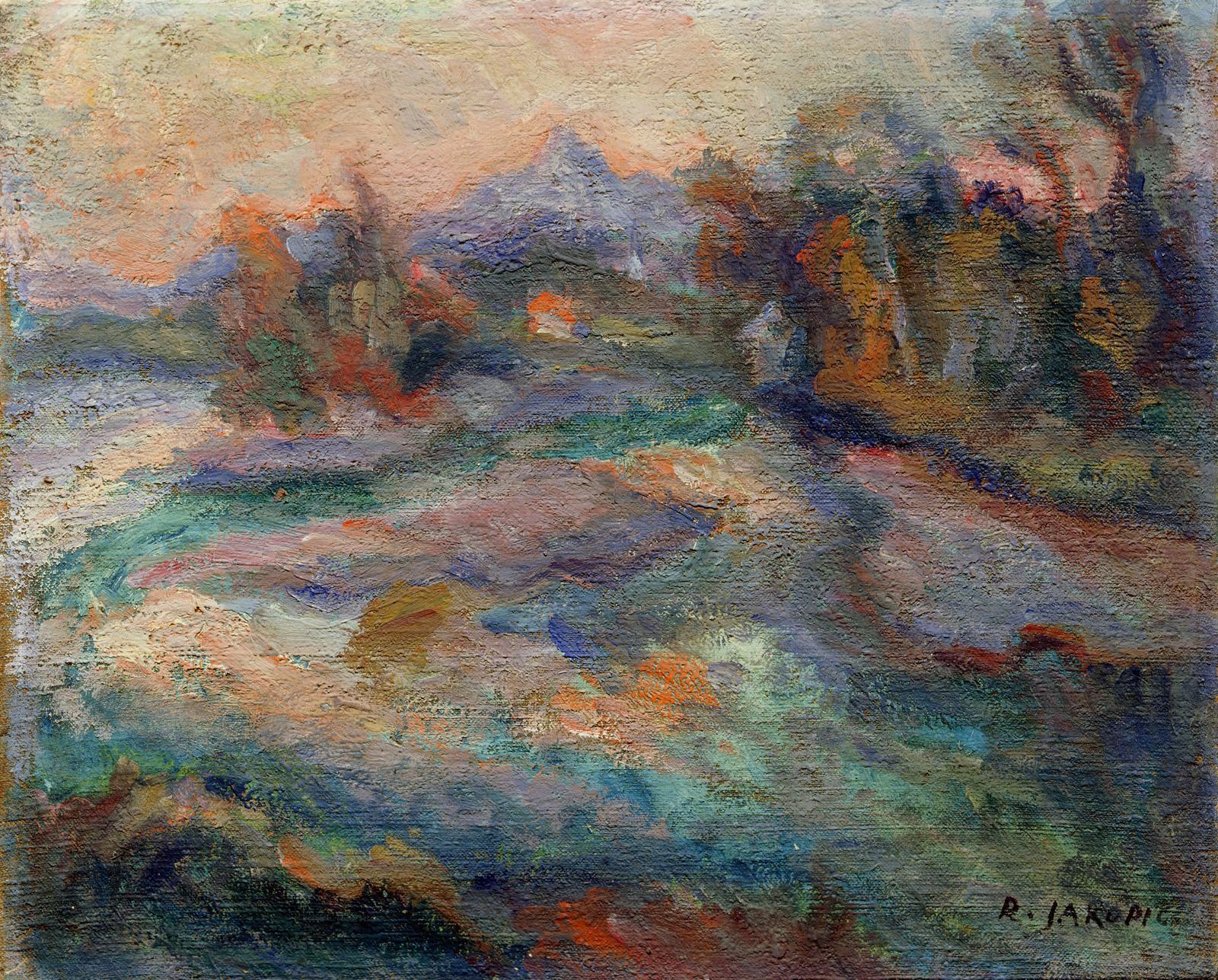
Gorenjska pokrajina, 1928
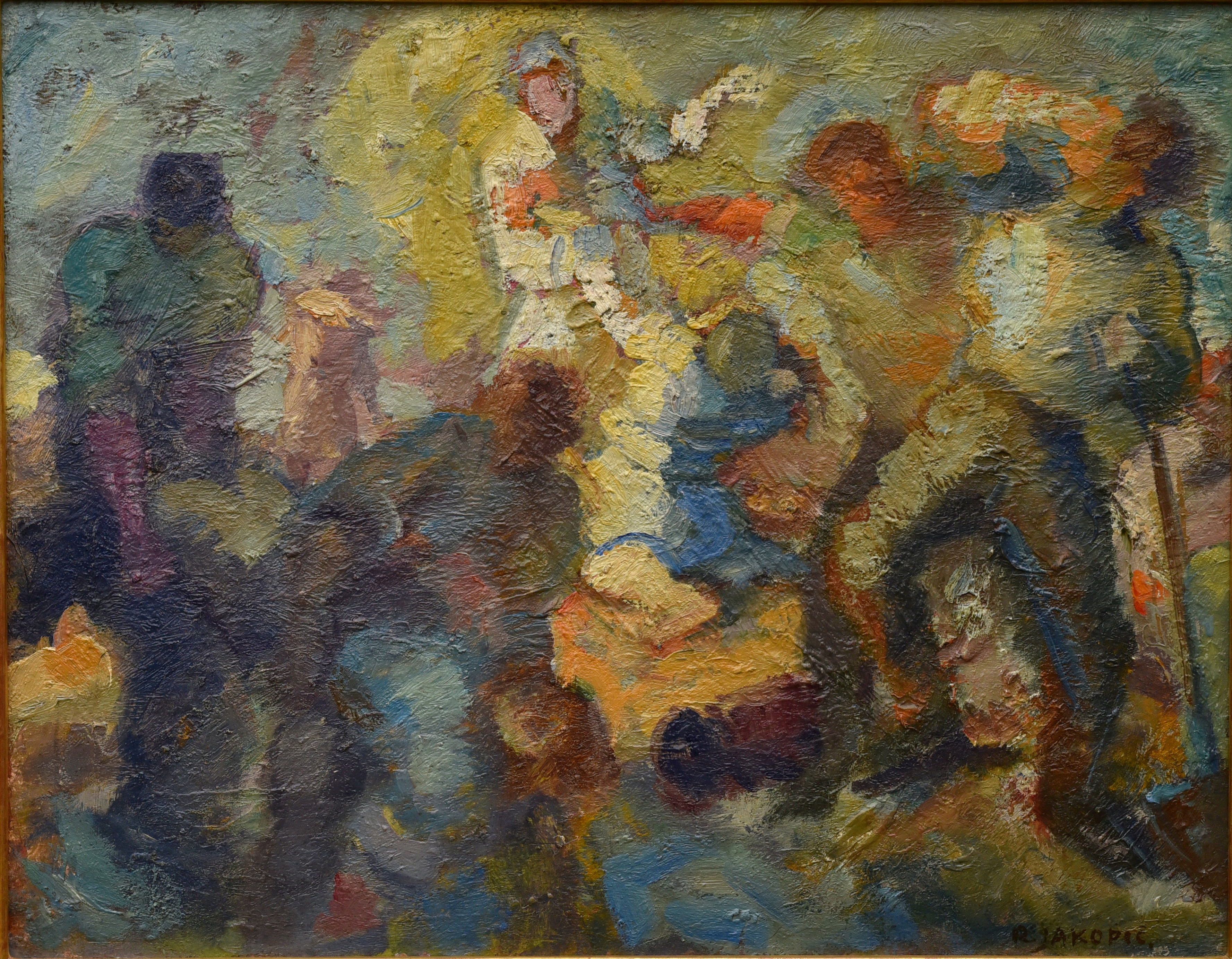
Kristus tolažnik (Christus de trooster), na 1930

## Weblinks
- Rihard Jakopič - Slovene Early Modernism op de website van de National Gallery of Slovenia.

- Bibliothèque nationale de France: cb14643728m (data)
- Gemeinsame Normdatei: 119300710
- International Standard Name Identifier: 0000 0001 1609 5356
- Library of Congress Control Number: n84068284
- Nationale Bibliotheek van Tsjechië: js2013747531
- Nationale en Universitaire bibliotheek Zagreb: 000032633
- Réseau des bibliothèques de Suisse occidentale: 02-A021646084
- RKD-Nederlands Instituut voor Kunstgeschiedenis: 127269
- Système universitaire de documentation: 231200013
- Union List of Artist Names: 500125934
- Virtual International Authority File: 24859495
- WorldCat: E39PBJwMxVhtBMqx4kV9h4jt8C